# Братчин Іван Петрович
Іван Петрович Братчин (нар. 2 лютого 1907, село Крюково, тепер Яковлівського району Бєлгородської області, Російська Федерація — 28 листопада 1992, місто Бєлгород, Російська Федерація) — український радянський діяч, залізничник, начальник станції Клепарів Львівської залізниці Львівської області. Герой Соціалістичної Праці (1.08.1959).

## Біографія
Народився в родині залізничника. Закінчив школу і залізничне училище в місті Бєлгороді.
Трудову діяльність розпочав у 1926 році ремонтним робітником на Південній залізниці. Потім працював стрілочником, черговим по станції.
З осені 1939 по червень 1941 року — заступник начальника станції Львів—Товарна, начальник станції Клепарів Львівської залізниці (Львівська область).
Під час німецько-радянської війни працював на залізниці в прифронтових смугах.
З 1944 по 1960-ті роки — начальник станції Клепарів Львівської залізниці (Львівська область).
Член КПРС.
1 серпня 1959 року Івану Братчину було присвоєне звання Героя Соціалістичної Праці з врученням ордена Леніна і золотої медалі «Серп і молот» за видатні успіхи, досягнуті в справі розвитку залізничного транспорту.
Потім — на пенсії в місті Бєлгороді.

## Нагороди
- Герой Соціалістичної Праці (1.08.1959)
- два ордени Леніна (24.10.1953, 1.08.1959)
- орден Трудового Червоного Прапора (26.06.1951)
- медалі